# Rebecca Soniová
Rebecca Soniová (nepřechýleně Soni; * 18. března 1987) je americká plavkyně. Specializuje se na plavání stylem prsa, je držitelkou světových rekordů a aktuálně pětinásobnou olympijskou medailistkou v prsařských disciplínách.

## Osobní život
Narodila se v USA rodičům maďarské národnosti, kteří začátkem osmdesátých let emigrovali z rumunské Kluži. Kromě angličtiny mluví také maďarsky. Začínala s gymnastikou, později přešla na plavání. V roce 2006 prodělala radiofrekvenční ablaci pro srdeční arytmii. V roce 2009 ukončila studia na University of Southern California. Od srpna 2010 se stala mluvčí Nadace Organizace spojených národů v kampani Girls Up zaměřené na zlepšení podmínek dospívajících dívek.

## Plavecká kariéra
Reprezentovala již na mistrovství světa v krátkém bazénu 2006, ovšem bez medailového záznamu. Výrazně o sobě dala vědět v roce 2008 na olympijských hrách v Pekingu. Tam v závodě na 100 metrů prsa, kam se z americké kvalifikace dostala až jako náhradnice, vybojovala překvapivě stříbrnou medaili, když ji porazila jen světová rekordmanka Leisel Jonesová z Austrálie. Na dvojnásobné trati favorizovanou Jonesovou Soniová dokonce porazila a časem 2:20,22 jí také vzala světový rekord.
Později přidávala pravidelně medaile z vrcholných světových soutěží a stala se nejvýraznější prsařskou osobností. Na mistrovství světa v krátkém bazénu 2010 i šampionátu v dlouhém bazénu o rok později vyhrála závody na 100 i 200 metrů a v těchto letech ji časopis Swimming World Magazine vyhlásil nejlepší plavkyní světa.
Na olympijských hrách 2012 nejprve nastoupila ke startu na stometrové trati, kde ve finále překvapivě podlehla mladičké litevské reprezentantce Rūtě Meilutytové. Na dvojnásobné trati však obhájila prvenství z Pekingu, navíc v novém světovém rekordu 2:19,59, když se jako první žena v historii dostala pod čas 2:20.